# Rhynchaglaea albibasis
Rhynchaglaea albibasis är en fjärilsart som beskrevs av Max Wilhelm Karl Draudt 1934. Rhynchaglaea albibasis ingår i släktet Rhynchaglaea och familjen nattflyn. Inga underarter finns listade.